# Hohenfelde (Mecklemburgo)
Hohenfelde é um município da Alemanha, situado no distrito de Rostock, no estado de Mecklemburgo-Pomerânia Ocidental. Tem 9,43 km² de área, e sua população em 2019 foi estimada em 779 habitantes.